# Clovis Dardentor
Clovis Dardentor è un romanzo d'avventura di Jules Verne pubblicato nel 1896. Narra le vicende di due cugini, Jean Taconnat e Marcel Lornans che, in seguito a recenti disgrazie, decidono di imbarcarsi a Sète nella Francia meridionale per andare a Orano in Algeria ed arruolarsi nel Quinto Reggimento dei Chasseurs d'Afrique.

## Trama
A bordo del piroscafo Argèles, la nave che li sta portando in Africa, i due conoscono il ricco industriale esuberante Clovis Dardentor, nativo di Perpignano, personaggio principale del romanzo. Jean e Marcel, il cui desiderio d'imbarcarsi deriva dal loro inseguire l'agognata indipendenza finanziaria, scoprono ad un certo punto che Clovis, non sposato e senza una famiglia, potrebbe anche lasciarli eredi universali del suo patrimonio.
I cugini arrivano a metter a punto un piano: troveranno un modo per salvare la vita all'uomo, di modo che egli per riconoscenza li adotti legalmente. Ironia della sorte è invece Clovis che salva infine la vita ai cugini, Marcel da un incendio e Jean dall'annegamento.
Mentre Jean continua a cercare un'opportunità favorevole, a Marcel capita d'innamorarsi di Luois, nuora dei Desirandelle, una famiglia amica di Clovis. Dopo una piacevole sosta a Palma di Maiorca  la compagnia, di cui fanno parte anche i coniugi Desirandèlle ed il loro figlio inetto Agathocle, giunge finalmente in terra africana, dove dopo curiose avventure si assiste al coronamento della felicità dei due cugini e del ricco perpignanese.
Sarà proprio Louis alla fine a salvare la vita di Clovis; questi la adotta e Marcel la sposa. Quanto a Jean, viene preso sotto la sua tutela in quanto nipote adottivo.

## Illustrazioni del romanzo

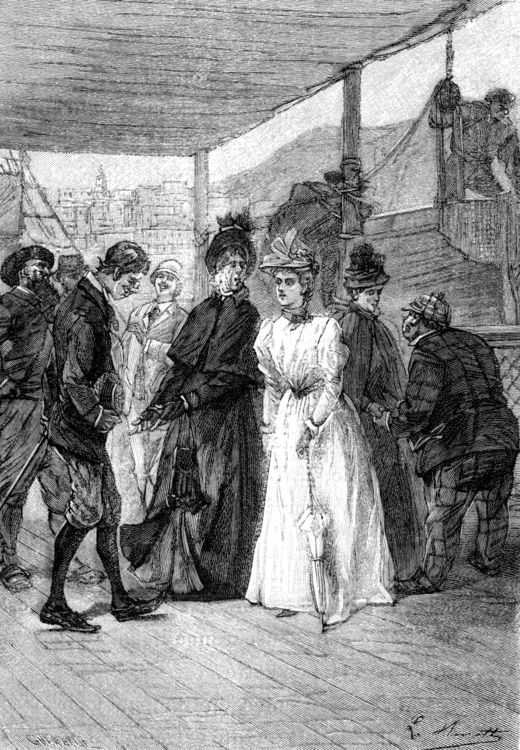
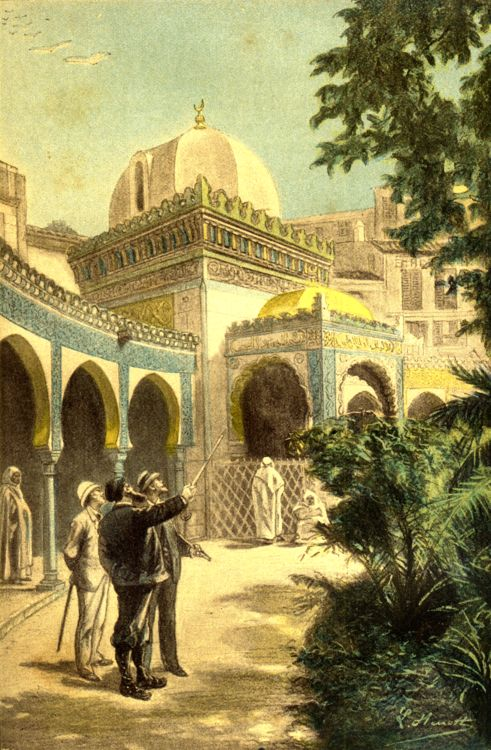
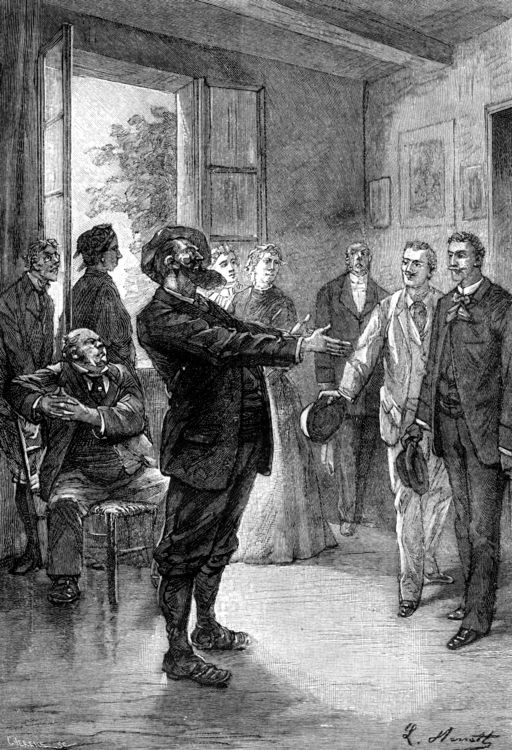
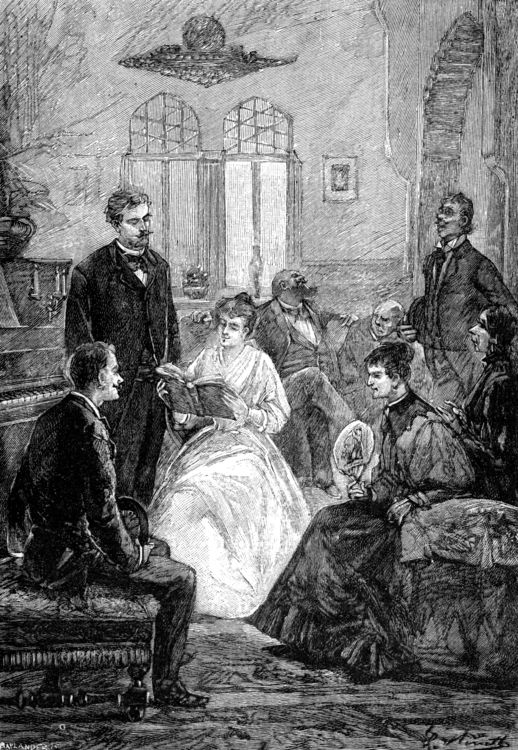

## Personaggi
Clovis Dardentor
industriale possidente di 45 anni.
Marcel Lornans
22 anni.
Jean Tacconat
22 anni, cugino di Marcel.
Luoise Elissane
20 anni.
Madame Elissane
madre vedova di Louise.
Monsieur Désirandelle
55 anni, conoscente di Clovis.
Agatocle Désirandelle
figlio ventunenne fidanzato di Louise.

## Edizioni
- (FR) Face au Drapeau - Clovis Dardentor, Collection Voyages Extraordinaires, Paris, Hetzel, 1896.
- Di fronte alla bandiera. Clovis Dardentor, traduzione di M. Mugnai, G. Castoldi, Collana Corticelli-Hetzel, Milano, Mursia, 1994, ISBN 978-88-425-1632-3.